# Oedipina maritima
Oedipina maritima är en groddjursart som beskrevs av Mario García-París och David Burton Wake 2000. Oedipina maritima ingår i släktet Oedipina och familjen lunglösa salamandrar. IUCN kategoriserar arten globalt som akut hotad. Inga underarter finns listade i Catalogue of Life.